# André Maia
André Carlos Fernandes Costa Maia (Lisboa, 12 de Fevereiro de 1964) é um renomado actor e cantor português. Realizou dobragens de filmes e séries televisivas da Disney, da Dreamworks e da Warner Bros., entre outras.

## Biografia
Nascido no seio de uma família de arquitectos, André Maia desde cedo se mostrou multifacetado, tendo como base a Comunicação.
Em 1967 entra para o Liceu Frances Charles Lepierre de Lisboa onde estuda por 11 anos.
Aos 14 anos pisou um palco pela primeira vez no bailado "Quebra-Nozes", (Direcção de Armando Jorge e Carlos Trincheiras) Grande Auditório Gulbenkian, em Lisboa.
Estimulado pela família, o André pinta, escreve e canta. A arquitectura seria o caminho apontado.
Mas em 1982 com o apoio do irmão Rui Miguel Fernandes Costa Maia (Arquitecto), decide concorrer ao curso de teatro no Conservatório Nacional de Lisboa.
Realizou um curso de Formação de Actores da Escola Superior de Teatro de Lisboa em 1987.
O Cinema, a Televisão, a Radio e a Publicidade eram vistas com alguma desconfiança na época, mas, André Maia experimentou.
A primeira viragem da sua carreira artística foi o musical - "O RAPAZ DE PAPEL" - criado para o Festival dos 100 dias - Expo 98 em Lisboa.
Com música de Pedro Abrunhosa e direcção de Joan Font (ELS COMEDIANTS/Barcelona).
O musical não teve grande promoção junto do público sendo no entanto um grandioso espectáculo.
André Maia colabora com os ELS COMEDIANTS durante 5 anos como actor e cantor em numerosos espectáculos: França, Espanha, Itália, Alemanha.
A sua carreira na televisão Portuguesa iniciou-se em 1987.
Fez inúmeras participações em séries de televisão e telenovelas.
Desde 2009 reside em Atenas(Grécia) onde tem desenvolvido um importante trabalho de divulgação da Língua Portuguesa através do seu programa de rádio semanal "Contacto" (na AIR 104.4FM - Athens International Radio) e da criação de projectos de Fado com músicos gregos (de ambos os sexos) e alguns instrumentos tradicionais gregos, como o Kanonaki ou o Lauto.
Participa em Festivais de Poesia internacional e Festivais de World Music.
Criou projectos de música francesa e de tangos de Piazzolla, a sua paixão.

## Dobragens
- Looney Tunes como "Porky Pig" e "Speedy Gonzales"
- Ren & Stimpy Show, como "Ren"
- O Rei Leão, como "Timon"
- Timon & Pumba como "Timon"
- O Rei Leão 2: O Reino de Simba, como "Timon"
- O Rei Leão 3 - Hakuna Matata, como "Timon"
- Toy Story: Os Rivais, como "Rex"
- Toy Story 2: Em Busca de Woody, como "Rex"
- Animaniacs, como "Wakko"
- Scooby-Doo (filme), como "Shaggy"
- Space Jam como "Porky Pig", "Speedy Gonzales" e "Monstar Nawt".
- Looney Tunes: De Novo em Acção como "Porky Pig" e "Speedy Gonzales"
- Looney Tunes e o Espírito de Natal como "Porky Pig" e "Speedy Gonzales"
- O Corcunda de Notre Dame, como "Clopin Trouillefou - Rei dos Ciganos"
- O Corcunda de Notre Dame II, como "Clopin Trouillefou - Rei dos Ciganos"
- Hércules, como "Pânico"
- Mulan, como "Ling"
- Mulan 2, como "Ling"
- A Espada Mágica, como "Devon"
- Anastasia, como "Bartok"
- Bartok, o Magnífico, como "Bartok"
- Power Rangers: Zeo, como "Billy" e "Rei Mondo"
- Pokémon: O Filme, como "Corey"
- Doug: O Primeiro Filme, como "Skeeter"
- Alice no país das maravilhas, como "Lebre de Março"
- Stuart Little, como "Snowbell"
- Stuart Little 2, como "Snowbell"
- Stuart Little 3, como "Snowbell"
- O Planeta do Tesouro, como "Ben"
- Stitch! O Filme como Dr. Jacques Von Hamsterviel
- Leroy & Stitch como Dr. Jacques Von Hamsterviel
- À Procura de Nemo como "Pêssego"
- The Incredibles: Os Super-Heróis, como "Edna Moda"
- Pular a Cerca, como "Hami"
- Selvagem, várias vozes adicionais
- Boog & Elliot Vão à Caça, como um dos patos
- O Skatenini e as Dunas Douradas como "Strito"
- Os Robinsons
- A História de uma Abelha, como "Adam Flayman"
- Shrek, o Terceiro, como um dos Três Porquinhos
- Conheça o Crazy World, como Billy
- Shrek Para Sempre, como "Rumpelstiltskin" e um dos Três Porquinhos
- Teen Titans, como "Beast Boy" (1.ª Temporada)
- Barbie Princesa Rapunzel, como "Coelho"
- Barbie em as Dozes Princesas Bailarinas, como "macaco"
- Barbie Fairytopia: A Magia do Arco-Íris, como "Tourmaline"
- Alisa - A Heroína do Futuro como Acadêmico Sapojkov, Gromozeka
- The Incredibles 2: Os Super-Heróis, como Edna Moda
- Winnie the Pooh como "Piglet"
- Os 101 Dálmatas, como Sargento Tibbs
- Os Aristogatos, como Roqueforte
- Oliver e Seus Companheiros como Ignacio Julio Alonso Frederico De Tito

Cantou também o primeiro genérico dos desenhos animados Pokémon.
Em 2006 teve uma pequena participação no programa da RTP, Dança Comigo.
Também fez a dobragem da personagem "Sr. do Mal Risadas o Porco Patéta" da série Dave, o Bárbaro e de "Whiskers"  em Brandy & Mr. Whiskers.

## Televisão
- A Relíquia, RTP 1987
- Mãe Coragem e Seus Filhos, RTP 1987
- José Vilalva em Ricardina e Marta, RTP 1989
- António em Retrato de uma Família Portuguesa, RTP 1991
- actor convidado em Marina, Marina, RTP 1992
- Viriato em Telhados de Vidro na TVI, em 1993
- Jornalista em A Visita da Velha Senhora, RTP 1994
- Geoffrey em Um Sabor a Mel, RTP 1994
- Fotógrafo em Nico D'Obra, RTP 1995
- Lantejoulas em Capitão Roby, SIC 1999
- Extraterrestre em As Pupilas do Senhor Doutor, TVI 2000
- Veterinário em Super Pai, TVI 2001
- E.T. Marlon em A Minha Sogra É Uma Bruxa - Os Invasores do Espaço Sideral, RTP 2002
- Norton em O Último Beijo (telenovela), TVI 2002
- Professor Edmundo em Uma Aventura, SIC 2004
- Paco em Jura, SIC 2006
- Rick em Floribella, SIC 2006
- Louis em Liberdade 21, RTP 2008[carece de fontes?]

## Medalha de Prata
|  | André Maia galardoado com a Medalha de Prata pela Academia das Artes, Ciências e Letras de Paris, durante a cerimónia que decorreu a 25 de Setembro de 2021. |

## Vida pessoal
A 12 de Fevereiro de 2009, André Maia emigrou para Atenas por falta de oferta de trabalho, onde reside até hoje.
A 28 de Abril de 2016, apresentou o primeiro episódio da oitava temporada de Portugueses pelo Mundo, onde fez uma visita guiada à cidade Atenas onde vive até então.